# Garovaglia tortifolia
Garovaglia tortifolia är en bladmossart som beskrevs av Mitten 1873. Garovaglia tortifolia ingår i släktet Garovaglia och familjen Pterobryaceae. Inga underarter finns listade i Catalogue of Life.